# 산요 본선 (히로시마 지구)
산요 본선 (히로시마 지구)(山陽本線 (広島地区) 산요혼센 (히로시마치쿠)[*])는 일본의 서일본 여객철도 (JR서일본)가 관할하는 산요 본선 중, 히로시마 시티 네트워크로 지정되어 있는, 히로시마현 히가시히로시마시의 시라이치역에서 야마구치현 이와쿠니시의 이와쿠니역까지의 구간이다.